# Pantana lymantrioides
Pantana lymantrioides är en fjärilsart som beskrevs av Felder 1861. Pantana lymantrioides ingår i släktet Pantana och familjen tofsspinnare. Inga underarter finns listade i Catalogue of Life.